# Bythotrephes longimanus
Bythotrephes longimanus är en kräftdjursart som beskrevs av Franz von Leydig 1860. Bythotrephes longimanus ingår i släktet Bythotrephes och familjen Cercopagididae. Inga underarter finns listade.